# Latasha Harlins
Latasha Harlins, née le 1er janvier 1976 à East Saint Louis (Illinois) et morte le 16 mars 1991 à Los Angeles, est une jeune fille afro-américaine qui a été tuée dans une épicerie coréenne et dont le meurtre figure parmi les causes des émeutes de 1992 à Los Angeles.

## Biographie
Latasha Harlins est la fille et premier enfant de Crystal Harlins, qui accouche d'elle à 16 ans, le 1er janvier 1976 au Christian Welfare Hospital, à East St. Louis, Illinois. 

## Mort
Au matin du 16 mars 1991 à South Central, Soon Ja Du, une Américaine d'origine coréenne âgée de 51 ans à l'époque, gérante d'une épicerie, a vu Latasha Harlins, une afro-américaine de 15 ans, mettre une bouteille de jus d'orange dans son sac à dos et quand cette dernière s'est présentée au comptoir, Du a agressé la petite Harlins pour montrer le vol et reprendre la bouteille. Il s'est ensuivi une altercation entre les deux et finalement Du a réussi à reprendre la bouteille. Au moment où Harlins s'est retourné pour sortir du magasin, Du a sorti un revolver et tiré derrière la tête de Harlins qui est morte sur le coup. 
La scène a été filmée par la vidéo de surveillance du magasin et diffusée à la télévision. L'enquête de police a montré que Harlins prévoyait de payer — les enquêteurs ont trouvé 2 dollars dans sa main gauche — et que celle-ci en avait informé la gérante quand cette dernière l'accusait d'avoir volé, selon les témoignages,. Le mari de Soon Ja Du, qui en temps normal s'occupait du comptoir avec son fils, dormait dehors dans le van familial à ce moment-là mais il est rentré dans le magasin lorsqu'il a entendu le coup de feu et sa femme, et a ensuite appelé la police pour les informer qu'un braquage avait eu lieu.

## Procès
Le 15 novembre 1991, la juge Joyce Karlin estime que la réaction de Soon Ja Du était compréhensible et ajoute que Du savait reconnaître un délinquant lorsqu'elle en voyait un, et décide de la condamner à une peine très légère : 5 ans de prison avec sursis, 400 heures de travaux d'intérêt général et 500 dollars d'amende. La juge est ainsi allée contre l'avis du jury qui estimait qu'il s'agissait d'un homicide volontaire et demandait 16 ans d'emprisonnement. Le jugement a été confirmé en appel le 21 avril 1992, c'est-à-dire une semaine avant le début des émeutes de 1992.

## Incidents
Le verdict de la justice provoque la colère de la famille de la victime et de la communauté noire en particulier de Los Angeles, d'autant plus que la mort de Harlins survient 13 jours après le tabassage de Rodney King par la police locale. Les relations entre les Noirs et les Asiatiques se détériorent, et durant les émeutes de 1992 à Los Angeles, de nombreux commerces coréens sont vandalisés. La justice est également critiquée pour son verdict très léger et une campagne menée par la tante de Latasha, Denise, souhaitait que la juge Karlin soit relevée de ses fonctions.
De nombreux hommages sont rendus à Latasha Harlins. Par exemple, des artistes comme Tupac Shakur (Keep Ya Head Up), Ice Cube (Black Korea) ou encore Gabriel Kahane (Empire Liquor Mart) réalisent des chansons pour elle. 
L'épicerie, nommée « Empire Liquor Market » et qui se situait sur la 91e Figueroa streets dans le quartier de South Central, a été incendiée lors des émeutes de 1992 et n'a jamais rouvert. Aujourd'hui, à la place, il y a une autre épicerie nommée « Numero Uno ».